# الطلقية
 الطلقية بلدة تقع على جبال السروات جنوب المملكة العربية السعودية. تتبع إداريًا لمحافظة بلجرشي التابعة لمنطقة الباحة وتقع شرق مدينة بلجرشي بسبعة أميال. عدد سكان البلدة حوالي 5000 نسمة.

## قرى الطلقية
تنقسم الطلقية إلى أربع قرى رئيس:
- قرية الدار العليا.
- قرية المقارح.
- قرية الجَعْيّل.
- قرية جحّوُشَه.

## الخدمات
يعمل الكثير من سكان البلدة في العديد من الوظائف الحكومية وغير الحكومية في جميع أرجاء المملكة العربية السعودية.
يخدم قرية الطلقية العديد من الخدمات الحكومية منها:
- سوق الثلاثاء أو سوق بطحان ويقع في قرية المقارح أكبر قرى الطلقية والسوق حالياً متوقف ومندثر.
- ابتدائية الطلقية بنين تأسست عام 1381هـ.
- مجمع ليلى بنت الخطيم بنات (ابتدائي، متوسط، ثانوي).
- بريد الطلقية.
- مركز الطلقية الاجتماعي.
- مركز دعوة الجاليات.
- حلقة تحفيظ قرآن للجنسين.
- سد الطلقية تم الانتهاء من بنائه عام 1402 هـ وهو منه السدود القديمة والكبيرة في منطقة الباحة.
- خزان مياه الطلقية التابع لوزارة الزراعة.

كا يوجد بالبلدة برج جوال وخطوط اتصال ارضي وطرق معبدة مضاءة وشبكة مياه التحلية الحديثة. تقع المنطقة الصناعية الأولى في البلدة كما يقع فيها أحد أشهر أحياء محافظة بلجرشي وهو حي الشطيبة الفيصلية فيما بعد. كما يقع فيها المخططات التالية مخطط الطلقية مخطط العذبة ومخطط الفرشة. اشتهرت بلدة الطلقية بواديها الفسيح الذي أنشئ عليه سد في عام 1402 للهجرة. وتشتهر بإنتاج العديد من المحاصيل الزراعية ولا سيما العنب. يعد عنب قرية الطلقية من أجود أنواع العنب قي منطقة الباحة.